# SURCAL 2B
SURCAL 2B (ang. SURveillance CALibration – „kalibracja [urządzeń] wywiadowczych”)  – amerykański wojskowy satelita technologiczny. Służył do badań i prac inżynieryjnych związanych z nasłuchem radioelektronicznym. Służył też do pomiaru hamowania atmosferycznego w górnych warstwach atmosfery.